# حمام بوحجر
حمام بوحجر (به عربی: حمام بوحجر) یک شهرداری در الجزایر است که در استان عین تموشنت واقع شده‌است. حمام بوحجر ۱۸۰٫۳۴ کیلومتر مربع مساحت و ۳۵٬۱۵۸ نفر جمعیت دارد.